# 邓子基
邓子基（1923年6月—2020年12月22日），男，汉族，福建沙县人，中国经济学家、财政学家，曾任中国财政学会理事，中国税务学会理事。